# Nachitsjevan (stad)
Nachitsjevan (Azerbeidzjaans: Naxçıvan; ook geschreven als Nakhchivan) is de hoofdstad van de autonome republiek Nachitsjevan, een exclave van Azerbeidzjan. De stad telt 86.400 inwoners (1 januari 2012) op een oppervlakte van 130 km²; de bevolkingsdichtheid is 665 inwoners per km².

## Geschiedenis
Het Encyclopedisch Woordenboek van Brockhaus en Efron schrijft dat, volgens de legende, de stad Nachitsjevan opgericht werd door Noach. Volgens Perzische bronnen was de stad opgericht in 1539 voor Christus.
De naam Nachitsjevan werd het eerst gebruikt in de 2e eeuw door de Grieks historicus en geograaf Claudius Ptolemaeus onder de naam Ναξουὰνα. Volgens Perzische bronnen is de naam afgeleid van het Perzische Naqsh-e-Jahan ("Afbeelding van de Wereld"), wat een verwijzing zou zijn naar het indrukwekkende landschap van het gebied. De middeleeuwse Arabische kronieken verwezen naar het gebied als Nashava.
In de 14e eeuw vermeldde de Iraanse historicus en geograaf Hamdollah Mostowfi in zijn boek Nuzhat al-kulub dat de stad was opgericht in de 6e eeuw door Sassanidische militaire commandanten.
Aan het eind van de 18e eeuw werd de stad de hoofdstad van het onafhankelijke Kanaat Nachitsjevan.

## Cultuur

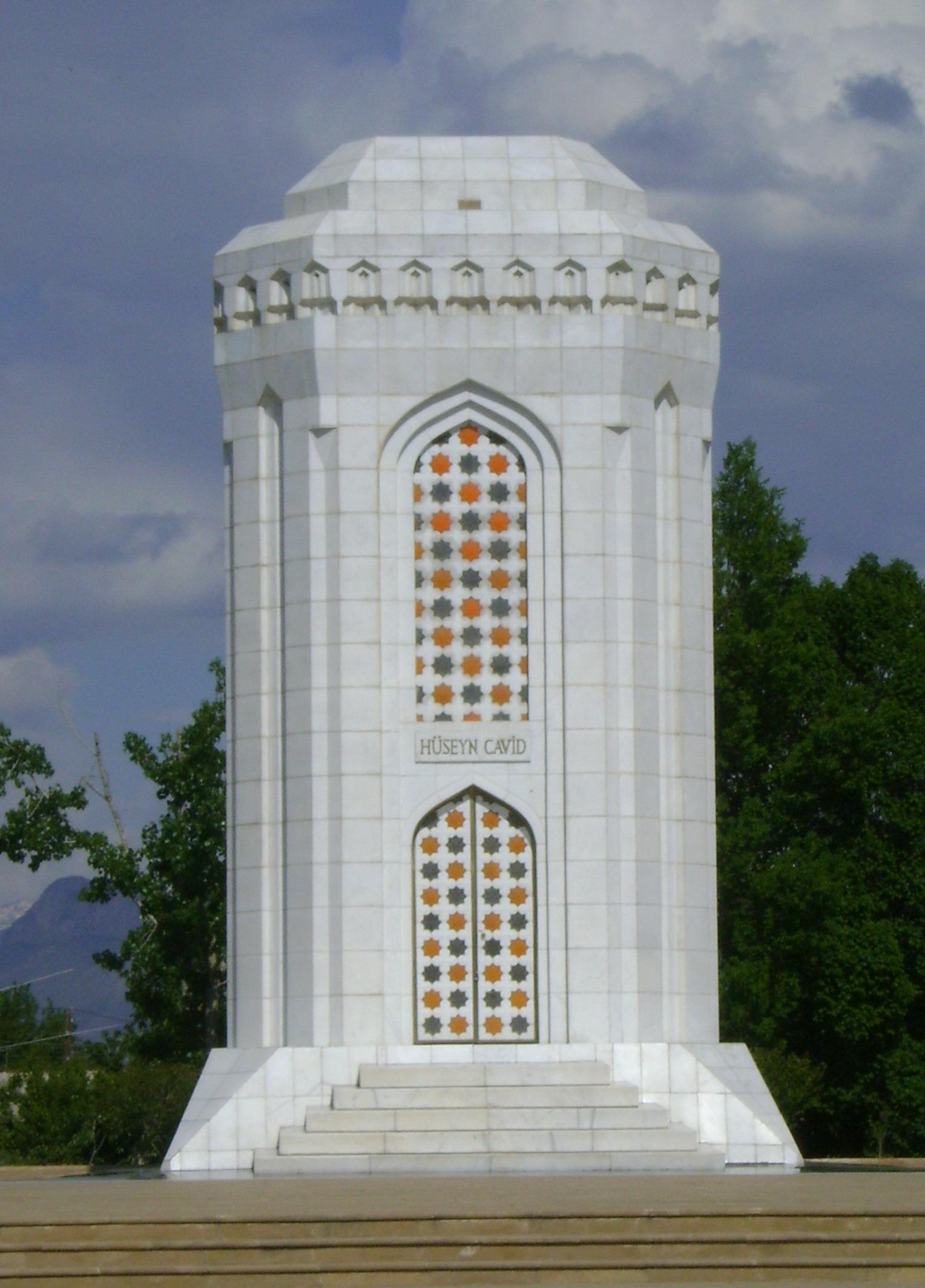
Het Mausoleum van Hüseyn Cavid, een symbool voor vrijheid en moed.

De belangrijkste bezienswaardigheid van Nachitsjevan is het 12e-eeuwse mausoleum van Momine Khatun, ook wel bekend als 'Atabek Gumbezi'. Momine Khatun was de vrouw van Eldegizid Atabek Djakhan Pakhlevan, heerser van het emiraat Atabek Eldegiz. Het 10-zijdige monument is versierd met geometrische motieven en literatuur in het Koefisch schrift. Naast het mausoleum staat een 12e-eeuws standbeeld van de architect Ajami Nakhchivani.
Het mausoleum van Hüseyn Cavid is ook te vinden in de stad. Cavid was een schrijver en dichter die in de Goelag (werkkampen) van Jozef Stalin overleed. Dit mausoleum heeft een symbolische betekenis voor Nachitsjevan. 
De stad heeft ook vele historische musea, waaronder het literatuurmuseum van Nachitsjevan, het geschiedenismuseum van Nachitsjevan, het tapijtmuseum en de huismusea van Jamshid Nakhchivanski en Bahruz Kangarli. Vervolgens is er een archeologisch museum. De stad heeft ook een aantal middeleeuwse moskeeën, in het bijzonder de Juma moskee.

## Geboren
- Bahruz Kangarli (1892-1922), kunstschilder en graficus
- Hejdar Alijev (1923-2003), president van Azerbeidzjan (1993-2003)
- Ebulfez Elçibəy (1938-2000), president van Azerbeidzjan (1992-1993)
- Malahat Nasibova (1969), journalist en activist